# Джигсо
Джигсо (существуют так же переводы Пазл, Ножовка, Пила; англ. Jigsaw), настоящее имя — Билли «Красавчик» Руссо (англ. Billy "The Beaut" Russo) — суперзлодей во вселенной Marvel Comics и архивраг Карателя, созданный Леном Уайном и Росом Эндрю. Впервые появился на страницах The Amazing Spider-Man #162 в ноябре 1976 года.

## Биография
Билли Руссо, за свой внешний вид получивший прозвище «Красавчик», был профессиональным киллером, работавшим на синдикат под названием «Маггия». Имел репутацию безупречного убийцы до тех пор, пока Бруно из криминальной семьи Коста не нанял его, чтобы расправиться с другим наёмником, не сумевшим убить Карателя. Тогда же Руссо впервые сталкивается с Каслом, который выбрасывает его из окна. Красавчик остаётся жив, но страшно изуродован осколками стекла. После хирургической операции, в ходе которой его лицо было по кусочкам сшито воедино и стало напоминать чудовищный пазл, гангстер берет себе кличку Джигсо и клянётся отомстить Карателю.
Большинство ранних историй маньяка строятся на поиске способа восстановить прежний облик. Так, например, в шестисерийной «Jigsaw Puzzle» Руссо работает на сатаниста Самуэля Смита, обещающего вылечить его лицо с помощью своих способностей после того, как тот поможет ему втащить в мир обычных людей Люцифера. Злодеи отправляются в джунгли, куда за ними следует Каратель. Смит выполняет обещание, после этого Касл убивает Джигсо, но Люцифер воскрешает его. После очередной схватки Каратель снова уродует Красавчика, несколько раз ткнув его лицом в колючий кустарник.

## Другие версии

### Marvel Noir
В комиксе «The Punisher Noir» Джигсо является главным киллером мафиози Аль Капоне.

### Punisher MAX
В истории «Девочки в белых платьях» Билли Руссо под кличкой «Проблема» (The Heavy) работает на мексиканский наркокартель и планирует на тридцатилетие со дня смерти семьи Фрэнка, заставить того винить себя в убийстве маленькой девочки. В процессе штурма базы Карателя Касл вступает в бой с Руссо. В финале маньяк вываливается из разбитого окна на проезжающий мимо грузовой поезд.

## Вне комиксов

### Фильмы
- Маньяк должен был появиться в так и не вышедшем сиквеле фильма Джонатана Хенсли. Идея в той или иной мере была развита в одноименной игре.
- Джигсо в исполнении Доминика Уэста — главный злодей в фильме «Каратель: Территория войны». Здесь его имя изменено на Билли Руссоти, а увечья получены путём падения в стеклоизмельчитель. Так же в картине у Билли есть брат Луни Бин Джим, которого он вызволяет из психбольницы, чтобы тот помог ему устранить Касла и взять под контроль всю мафию.

### Телевидение
- В сериале 2017 года «Каратель» от Netflix показывается альтернативная версия рождения персонажа. Роль Джигсо сыграл Бен Барнс. В этой версии Билли Руссо — бывший сослуживец и лучший друг Фрэнка Касла, который служил с ним вместе в спецназе в Афганистане и был причастен к тайной операции ЦРУ «Цербер», ныне — владелец крупной частной военной корпорации. Когда он узнаёт, что Фрэнк жив, то находит его и возобновляет старую дружбу. Однако в конце первого сезона Каратель узнает о том, что Билли предал его и причастен к смерти его семьи. Каратель уродует его лицо, буквально стирая его о разбитое зеркало карусели. Руссо выживает, но все его лицо изуродовано, а мозг повреждён. Во втором сезоне Билли приходит в себя: врачи смогли восстановить его лицо, но у него остались лёгкие шрамы, а разум и память стали, по его выражению, «как мозаика». Он берёт себе кличку Джигсо и организует банду бывших военных, дабы в корне уничтожить преступность, при этом умудряясь мешать Каслу. В отдельных моментах Джигсо носит фарфоровую маску, разрисованную под расколотую. В итоге под конец сериала Фрэнк, устав от постоянных вмешательств Билли в его дела, убивает его.

### Видеоигры
- Один из трёх первых боссов в NES-версии «The Punisher» и финальный босс в порте для Game Boy (в оригинальной игре финальным боссом является Амбал).
- Мини-босс в аркадной игре о Карателе от Capcom. Появляется к концу игры на крыше лифта, вооруженный винтовкой M-16 и динамитом.
- Финальный босс в The Punisher (2005). Здесь биография персонажа была искажена. Перед нами не Билли Руссо, а Джон Сэйнт, сын Говарда Сэйнта, ответственного за смерть семьи Фрэнка Касла в фильме с Томасом Джейном. Взрыв, который должен был убить Джона, на самом деле только изуродовал преступника. Теперь сошедший с ума маньяк, укравший технологии у Тони Старка и заручившийся поддержкой целой обоймы головорезов намерен жестоко отомстить Карателю.
- Один из играбельных персонажей в The Punisher: No Mercy.